# یو فوجیکی
یو فوجیکی ((به چینی: 藤木 悠 Yū Fujiki)؛ (۲ مارس ۱۹۳۱ – ۱۹ دسامبر ۲۰۰۵) یک هنرپیشه اهل ژاپن بود. او در بیش از یک صد فیلم ۱۹۵۴–۲۰۰۵ ظاهر شد.
از فیلم‌ها یا برنامه‌های تلویزیونی که وی در آن نقش داشته‌است می‌توان به دژ پنهان، سامورایی ۲: دوئل در معبد ایچی‌جوجی، کینگ کونگ در برابر گودزیلا، در اعماق، ابرهای پراکنده و ایستگاه اشاره کرد.